# Snapphaneresan
Snapphaneresan är den elfte boken i serien om Theo och Ramona av Kim Kimselius och gavs ut 2009. Boken handlar om snapphanarna under 1600-talet i Skåne. Kimselius har även skrivit boken Snapphanar! (2006).